# Schrägaufzug Gedimino kalno
| Schrägaufzug Gedimino kalno                                                             |          |             |             |
| Streckenlänge:                                                                          | 0,071 km |             |             |
|                                                                                         |          |             |             |
| \| \| 0,071 \| Bergstation \| Bergstation \| \| \| 0,000 \| Talstation \| Talstation \| |          |             |             |
| Haltepunkt / Haltestelle Streckenanfang                                                 | 0,071    | Bergstation | Bergstation |
| Haltepunkt / Haltestelle Streckenende                                                   | 0,000    | Talstation  | Talstation  |

Der Schrägaufzug Gedimino kalno (deutsch Gediminas-Berg) liegt in der litauischen Hauptstadt Vilnius. Er führt vom Litauischen Nationalmuseum (litauisch Lietuvos nacionalinis muziejus) zu den Resten der Oberen Burg mit dem Gediminas-Turm.

## Geschichte und technische Daten
Die Initiative für den Bau ging von der Schlösserverwaltung Vilnius (litauisch Vilniaus pilių direkcija) aus. Der Schrägaufzug wurde 2003 von der Firma ABS Transportbahnen errichtet und hat eine Länge von 71 Metern. Die Bergfahrt dauert 35 Sekunden, so dass mit dem Ein- und Aussteigen der Fahrgäste die Fahrt etwa eine Minute dauert. Der vorhandene Wagen kann 16 Personen aufnehmen.
Aufgrund von Hangrutschungen wurde der Aufzug Ende 2016 außer Betrieb genommen. Seit 2019 nach Abschluss der Sicherungsmaßnahmen im Hang wurde er wieder in Betrieb genommen.
Der Fahrpreis für die Berg- und Talfahrt betrug 2014 vor der Einführung des Euros 3 Litas. Kinder im Vorschulalter, Bewohner von Pflegeheimen und Behinderte fahren kostenlos. 2019 beträgt der Fahrpreis für eine Berg- und Talfahrt zwei Euro.
Über die Zukunft des Schrägaufzugs wurde teils kontrovers diskutiert. So forderte beispielsweise die Direktorin des Litauischen Nationalmuseums ihn komplett stillzulegen und vom Gediminas-Hügel abzubauen, da er die Ansicht des Hügels störe.